# Vlag van Ferwerderadeel

Vlag van de gemeente Ferwerderadeel

De vlag van Ferwerderadeel is op 30 juni 1959 vastgesteld als de gemeentelijke vlag van de Friese gemeente Ferwerderadeel. Vanaf 2019 is de vlag niet langer als gemeentelijke vlag in gebruik omdat de gemeente Ferwerderadeel in de nieuwe gemeente Noardeast-Fryslân op is gegaan. 

## Geschiedenis
Het initiatief was afkomstig van de vereniging "Dorpsbelangen", die in 1958 het verzoek tot het nemen van een gemeentevlag deed aan de gemeente. Er werd advies gevraagd aan de Fryske Rie foar Heraldyk en Klaes Sierksma, die vier ontwerpen hebben aangeleverd waaruit men een keuze kon maken.

## Beschrijving
De vlag wordt als volgt beschreven:
Een vlag van zeven gelijke horizontale banen van blauw en geel, langs de broekzijde een van blauw en geel geschaakte paal met veertien stukken, waarbij de blauwe gele zespuntige sterren dragen.
De sterren en de kleuren zijn afkomstig van het gemeentewapen.

## Verwante afbeeldingen

Wapen van Ferwerderadeel

Aengwirden 
· Baarderadeel 
· Barradeel 
· het Bildt 
· Bolsward 
· Boornsterhem 
· Dokkum 
· Dongeradeel 
· Doniawerstal 
· Ferwerderadeel 
· Franeker 
· Franekeradeel 
· Gaasterland 
· Gaasterland-Sloten 
· Haskerland 
· Hemelumer Oldeferd 
· Hennaarderadeel 
· Hindeloopen 
· Idaarderadeel 
· IJlst 
· Kollumerland en Nieuwkruisland 
· Leeuwarderadeel 
· Lemsterland 
· Littenseradeel 
· Menaldumadeel 
· Nijefurd 
· Oostdongeradeel 
· Rauwerderhem 
· Schoterland 
· Skarsterlân 
· Sloten 
· Sneek 
· Stavoren 
· Terschelling en Vlieland 
· Utingeradeel 
· Westdongeradeel 
· Wonseradeel 
· Workum 
· Wymbritseradeel